# 青州府
青州府，明清时設置的府。

青州府在山东省的位置（1820年）

元朝时为益都路，属山东东西道宣慰司。至正二十七年（1367年），朱元璋政权改益都路为青州府。下领一州，十三县：益都县、临淄县、博兴县、高苑县、乐安县、寿光县、昌乐县、临朐县、安丘县、诸城县、蒙阴县、莒州（沂水县、日照县）。
清代初期，領安東衞，州一，縣十三。雍正中，莒直隸，割蒙陰、沂水、日照，尋降並屬沂，增置博山。乾隆七年衛省。領縣十一：益都縣、博山縣、臨淄縣、博興縣、高苑縣、樂安縣、壽光縣、臨朐縣、安丘縣、昌樂縣、諸城縣。考评：衝，繁，難。登萊青膠道治所。副都統駐。辛亥革命后，全国废府州厅改县，府废。

## 延伸阅读
[在维基数据编辑]
 《欽定古今圖書集成·方輿彙編·職方典·青州府部》，出自陈梦雷《古今圖書集成》